# Amtsgericht Calau
Das Amtsgericht Calau war ein preußisches Amtsgericht mit Sitz in Calau, Provinz Brandenburg.

## Geschichte
Ab 1849 bestand das Kreisgericht Lübben mit einer Zweigstelle („Gerichtskommission“) in Calau. Übergeordnet war das Appellationsgericht Frankfurt a. d. Oder. Im Rahmen der Reichsjustizgesetze wurden diese Gerichte aufgehoben und reichsweit einheitlich Oberlandes-, Land- und Amtsgerichte gebildet. Das königlich preußische Amtsgericht Calau wurde mit Wirkung zum 1. Oktober 1879 als eines von zwölf Amtsgerichten im Bezirk des Landgerichtes Cottbus im Bezirk des Kammergerichtes gebildet. Der Sitz des Gerichtes war die Stadt Calau. Sein Gerichtsbezirk umfasste den Landkreis Calau ohne die Teile, die den Amtsgerichten Lübbenau und Senftenberg zugeordnet waren. Am Gericht bestanden 1880 zwei Richterstellen. Das Amtsgericht war damit ein mittelgroßes Amtsgericht im Landgerichtsbezirk.
Zum 1. Juli 1951 wurde das Amtsgericht Calau in eine Zweigstelle des Amtsgerichtes Senftenberg umgewandelt. Im Jahre 1952 wurden in der DDR die Amtsgerichte abgeschafft und stattdessen Kreisgerichte gebildet. Calau kam zum Kreis Calau, zuständiges Gericht war damit das Kreisgericht Calau. Das Amtsgericht Calau wurde aufgehoben und auch nach dem Zusammenbruch der DDR nicht neu gebildet.